# یواس‌اس د ورت (اف‌اف‌جی-۴۵)
یواس‌اس د ورت (اف‌اف‌جی-۴۵) (به انگلیسی: USS De Wert (FFG-45)) یک کشتی است که طول آن ۴۵۳ فوت (۱۳۸ متر), در کل می‌باشد. این کشتی در سال ۱۹۸۲ ساخته شد.